# Ormosia nigripennis
Ormosia nigripennis là một loài ruồi trong họ Limoniidae. Chúng phân bố ở miền Cổ bắc.